# Rhynchosia pyramidalis

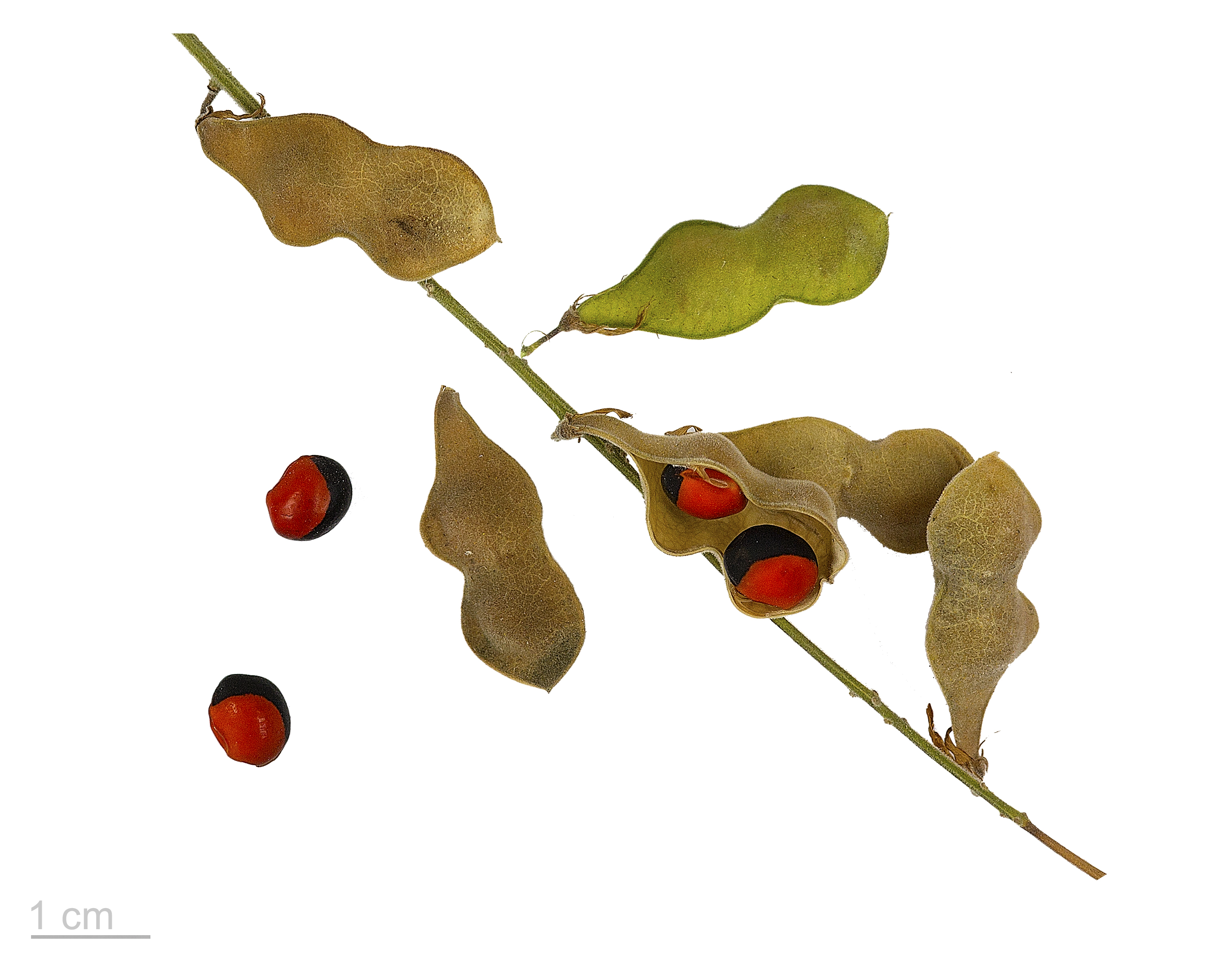
Rhynchosia pyramidalis

Rhynchosia pyramidalis là một loài thực vật có hoa trong họ Đậu. Loài này được (Lam.) Urb. miêu tả khoa học đầu tiên.